# Järvikylä, Jorois

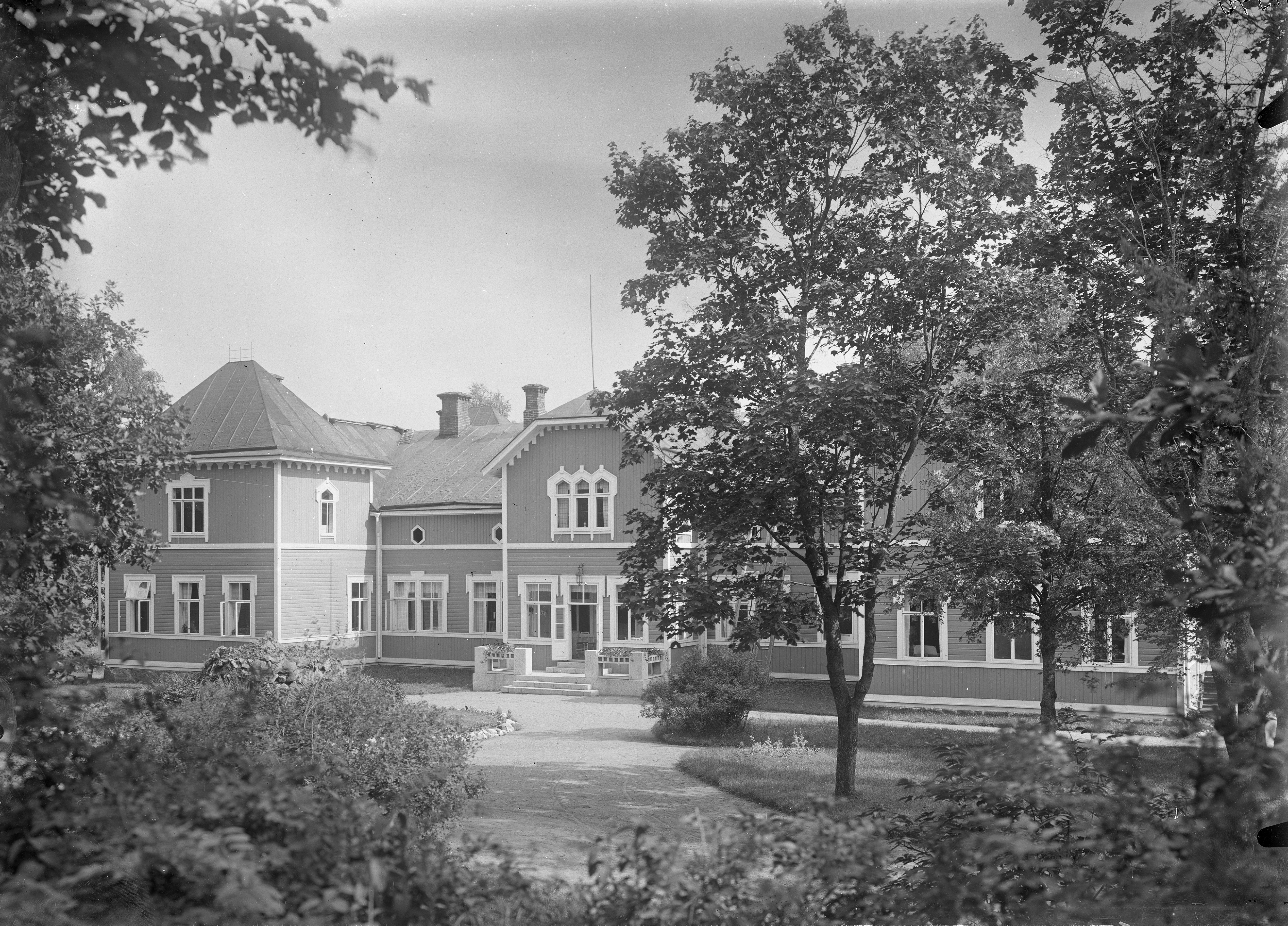
Järvikylä gård.

Järvikylä är en egendom i Jorois socken i Norra Savolax. 
Järvikylä gavs 1644 som förläning av drottning Kristina åt kaptenen Mårten Brenner (adlad Brennerfelt 1650), som 1652 erhöll rätt att av sina hemman bilda ett säteri. Det övergick 1674 med tillhörande ägor i Jorois, Pieksämäki och Rantasalmi till hans änkas make Nils Groth. Sedan dess har godset, som idag omfattar omkring 1 500 hektar (varav drygt 200 åker), varit i samma släkts ägo, tidvis förenat med Örnevik, ett annat släktgods. Efter att tidigare ha varit en mönstergård inom kreatursavel och mjölkhushållning är Järvikylä sedan 1980-talet specialiserat på odling av kruksallader och örter samt färdiga gräsmattor, verksamheter som drivs av företagen Famifarm Oy (grundat 1987) och Finnurmi Oy (grundat 1979, samägt med Pickala i Sjundeå). Huvudbyggnaden, ett stort trähus med drag av nyrenässans, är uppförd 1882 enligt ritningar av Alfred Sjöström. Den stora salen, inredd i en blandning av renässans och barock, tjänstgjorde under andra världskriget som militärsjukhus.